# Pantserstekelrat
De pantserstekelrat (Leiuromys occasius)  is een zoogdier uit de familie van de stekelratten (Echimyidae). De wetenschappelijke naam van de soort werd voor het eerst geldig gepubliceerd door Thomas in 1921.

## Voorkomen
De soort komt voor in Ecuador en Peru.